# Charles d'Albert d'Ailly
Charles d'Albert d'Ailly (1625 – 4. září 1698), třetí syn Honoré d'Alberta, byl francouzský generál a diplomat. Roku 1655 byl povýšen do hodnosti lieutenant général des armées a od roku 1661 byl rytířem řádu krále (chevalier des ordres du roi). Po smrti svého staršího bratra Henriho Louise d'Alberta d'Ailly bez potomků roku 1653 se stal se třetím vévodou chaulneským.
V roce 1664 byl poručíkem pluku švališérů královské gardy (garde du roi), roku 1667 byl francouzským diplomatickým zástupcem v Římě při volbě papeže Klementa IX. a roku 1670 guvernérem Bretaně. Ještě ten samý rok se vrátil do Říma kvůli volbě papeže Klementa X. Později byl za francouzsko-nizozemské války v roce 1675 vyslán jako diplomatický zástupce Francie do Kolína. Jako nejvyšší velitel královských sil v Bretani nemohl v roce 1675 zastavit příliv povstaleckých nálad vedoucí k povstání proti dani na kolkovaný papír a požadoval zákrok královských vojsk a potrestání rebelů – jeho násilí proti povstalcům jej odcizilo od postojů jeho bretaňských šlechtických spojenců a mezi sedláky jej obdařili veřejně užívanou přezdívkou „tlusté prase“ ("gros cochon"). Zůstal jako velitel provincie v Bretani až do doby, kdy byl potřetí jmenován vyslancem v Římě roku 1689 k příležitosti volby papeže Alexandra VIII. V roce 1693 byl propuštěn z vládnutí v Bretani, aby byl nahrazen hrabětem toulouským, a byl namísto této funkce jmenován guverném Guyenne, kterým zůstal až do své smrti.